# The Hound of the Baskervilles (film 1972)
The Hound of the Baskervilles è un film per la televisione del 1972 diretto da Barry Crane, basato sul romanzo Il mastino dei Baskerville di Arthur Conan Doyle. Fu trasmesso il 12 febbraio 1972 sulla ABC.